# Alula Australis

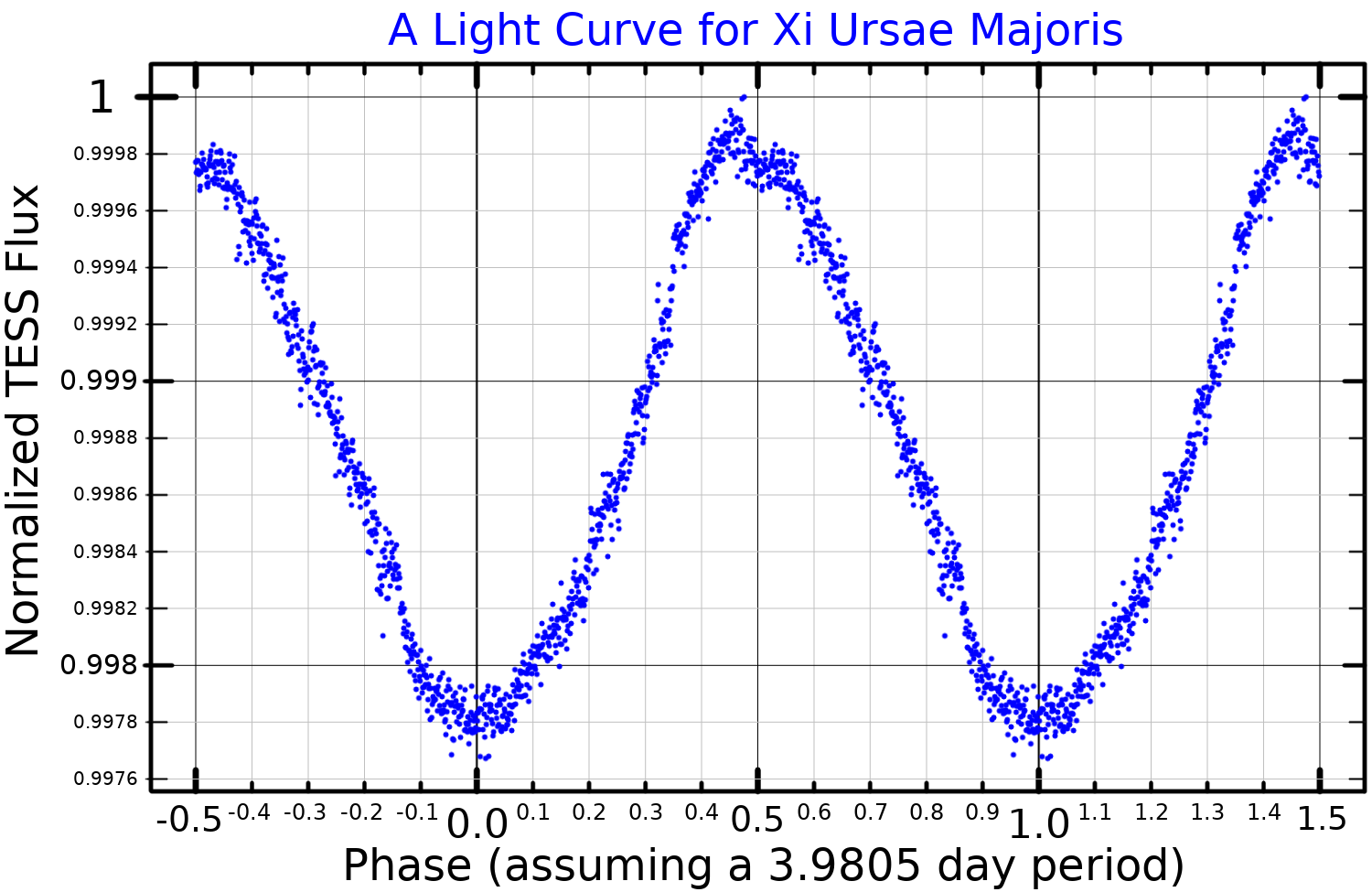
Lichtkromme van Alle Australis A

Alula Australis (ξ, xi Ursae Majoris) is een meervoudige ster in het sterrenbeeld Grote Beer (Ursa Major). De hoofdcomponenten, xi UMa A en xi UMa B zijn type G hoofdreekssterren met magnitude 4,33 en 4,80 en een omlooptijd van 60 jaar. Beide hebben op hun beurt rode dwergen (type M hoofdreekssterren) als begeleider met een periode van 4 dagen.
Alula Australis is een meervoudige ster met twee hoofdcomponenten, beide Type G hoofdreekssterren, Omdat de banen van beide sterren een hoge excentriciteit hebben varieert de afstand tussen 13,4 en 29,6 AE. Beide sterren worden op hun beurt begeleid door rode dwergen van het type M. Xi Ursae Majoris A is tevens een RS Canum Venaticorum type veranderlijke ster met een amplitude van 0,01 magnitude.
Het feit dat het een dubbelster betreft werd op 2 mei 1780 waargenomen door William Herschel. Het was hiermee het eerste binaire systeem waarvan werd vastgesteld dat ze in baan om elkaar bewogen en waarvan de baan werd berekend (in 1828 door Félix Savary).
| Alula Australis A & B. | Alula Australis Aa & Ab. | Alula Australis Ba & Bb. |